# Tempe Open
Il Tempe Open è stato un torneo di tennis facente parte dello USLTA Indoor Circuit giocato nel 1974 a Tempe negli Stati Uniti su campi in cemento.

## Albo d'oro

### Singolare
| Anno | Vincitore     | Finalista      | Punteggio |
| ---- | ------------- | -------------- | --------- |
| 1974 | Jimmy Connors | Vijay Amritraj | 6–1, 6–2  |

### Doppio
| Anno | Vincitori                     | Finalisti                | Punteggio     |
| ---- | ----------------------------- | ------------------------ | ------------- |
| 1974 | Jürgen Fassbender Karl Meiler | Ian Fletcher Kim Warwick | 4–6, 6–4, 7–5 |